# Ayo Akinola
Ayomide Bamidele Akinola (Detroit, Míchigan, Estados Unidos, 20 de enero de 2000), conocido como Ayo Akinola, es un futbolista canadiense que juega de delantero en el F. C. Vaduz de la Challenge League.

## Trayectoria

### Toronto FC
Akinola terminó su formación de futbolista en el Toronto FC, y en 2016 fue promovido al segundo equipo del club en la USL. Debutó el 15 de junio en el empate 1-1 ante el FC Montréal. Anotó dos goles el 11 de julio en la victoria por 4-2 contra el Harrisburg City Islanders. Terminó su primera temporada con 2 goles en 10 encuentros.
Fichó por el Toronto FC el 18 de diciembre de 2017 como jugador de cantera. Anotó su primer gol en la MLS el 17 de marzo de 2019 al New England Revolution.
Destacó su actuación en el MLS is Back Tournament, donde anotó cinco goles en tres encuentros.

## Selección nacional
Fue internacional a nivel juvenil por los Estados Unidos. Disputó la Copa Mundial de Fútbol Sub-17.
Por su origen familiar, Akinola podía ser seleccionado de Estados Unidos, Canadá o Nigeria.
El 9 de diciembre de 2020 debutó con la selección de Estados Unidos en un amistoso ante El Salvador en el que anotó un gol. Sin embargo, se acabó decantando por Canadá, con la que se estrenó el 15 de julio de 2021 en un encuentro de la Copa Oro ante Haití.

## Estadísticas
Actualizado al último partido disputado el 14 de octubre de 2020.
| Club | Div.          | Temporada     | Liga  | Liga  | Copas nacionales(1) | Copas nacionales(1) | Copas internacionales(2) | Copas internacionales(2) | Otras(3) | Otras(3) | Total | Total |
| Club | Div.          | Temporada     | Part. | Goles | Part.               | Goles               | Part.                    | Goles                    | Part.    | Goles    | Part. | Goles |
| --- | ------------- | ------------- | ----- | ----- | ------------------- | ------------------- | ------------------------ | ------------------------ | -------- | -------- | ----- | ----- |
| Toronto FC II · Canadá | 3.ª           | 2016          | 10    | 2     | -                   | -                   | -                        | -                        | -        | -        | 10    | 2     |
| Toronto FC II · Canadá | 2.ª           | 2018          | 16    | 5     | -                   | -                   | -                        | -                        | -        | -        | 16    | 5     |
| Toronto FC II · Canadá | 3.ª           | 2019          | 8     | 1     | -                   | -                   | -                        | -                        | -        | -        | 8     | 1     |
| Toronto FC II · Canadá | Total club    | Total club    | 34    | 8     | 0                   | 0                   | 0                        | 0                        | 0        | 0        | 34    | 8     |
| Toronto FC · Canadá | 1.ª           | 2018          | 4     | 0     | 2                   | 1                   | -                        | -                        | -        | -        | 6     | 1     |
| Toronto FC · Canadá | 1.ª           | 2019          | 8     | 1     | 1                   | 0                   | 2                        | 0                        | -        | -        | 11    | 1     |
| Toronto FC · Canadá | 1.ª           | 2020          | 10    | 3     | 0                   | 0                   | -                        | -                        | 3        | 5        | 13    | 8     |
| Toronto FC · Canadá | Total club    | Total club    | 22    | 9     | 3                   | 1                   | 2                        | 0                        | 3        | 5        | 30    | 10    |
| Total carrera | Total carrera | Total carrera | 56    | 17    | 3                   | 1                   | 2                        | 0                        | 3        | 5        | 64    | 18    |
| (1) Incluye datos del Campeonato Canadiense. (2) Incluye datos de la Liga de Campeones de la Concacaf. (3) Incluye datos del MLS is Back Tournament. |               |               |       |       |                     |                     |                          |                          |          |          |       |       |